# 博士（食品栄養科学）
博士（食品栄養科学）（はくし しょくひんえいようかがく）は、博士の学位である。食品栄養科学に関する専攻分野を修めることによって、日本で授与される学位である。

## 概要
1991年（平成3年）以前の日本では、「○○博士」という博士の学位が授与されていた。しかし、1991年（平成3年）以降は、「博士（○○）」という博士の学位が授与されることになった。「博士（食品栄養科学）」は、そのうちの一つである。食品栄養科学に関する専攻分野を修めることによって授与される。たとえば、大学院の生活健康科学研究科などで授与されてきた。なお、国ごとに学位制度に違いがあるものの、英語においてはDoctor of Philosophy (Ph.D.) に相当する。

## 博士(食品栄養科学)を授与する大学
- 酪農学園大学
- 静岡県立大学